# Koji Maeda
Koji Maeda (født 3. februar 1969) er en tidligere japansk fodboldspiller og træner.
Han har spillet for flere forskellige klubber i sin karriere, herunder Yokohama Flügels og Avispa Fukuoka.
Han har tidligere trænet Avispa Fukuoka og Gainare Tottori.